# Maurice Ajam
Maurice Ajam (Pierre, Louis, Maurice Ajam pour l'état civil) est un avocat, journaliste et homme politique français né le 11 juin 1861 à Ruillé-sur-Loir (Sarthe) et mort le 26 février 1944 au Mans. Il a laissé neuf cahiers de mémoires manuscrits, conservés à la Maison d'Auguste Comte, en raison de ses liens avec le positivisme.

## Biographie

### Jeunesse et formation[1]
Pierre-Louis Maurice Ajam est né à Ruillé-sur-Loir, dans la Sarthe, le 11 juin 1861, durant le Second Empire. Interne au lycée du Mans, il passe ses bachots de rhétorique et de philosophie. Après son année de service militaire, Ajam se rend à Paris, en 1881, pour entamer des études de Droit. Bien vite cependant, c'est la chose publique qui l'attire. Ses opinions politiques sont républicaines avant tout, mais il penche à cette époque pour le socialisme voire pour des courants encore plus révolutionnaires. Il connaît la vie de bohème estudiantine, qui inspirera la trame de son futur premier et unique roman, Transition.
Le positivisme d'Auguste Comte fait partie intégrante de la formation intellectuelle de Maurice Ajam. Son attention est attirée pour la première fois vers le positivisme par les conférences publiques de Pierre Laffitte dans les années 1880 à la salle Gerson. Sur le conseil d'un ami, il lit les ouvrages d'Emile Littré et y acquiert du respect pour la philosophie de Comte. Ajam joua même un rôle assez actif dans le mouvement positiviste des années 1920. Il en fut même un temps le porte-parole au sein du parti radical.

### À Paris puis au Mans: journaliste et avocat[4]
Ses études de droit achevées (1883), Ajam devient avocat à la cour d'appel de Paris. Par leur compétence en matière juridique, les juristes peuvent s'adapter facilement aux mécanismes politiques et aux fonctions administratives. Être avocat sous la Troisième République était un atout considérable pour qui voulait rentrer en politique.
Au début de l'année 1886, il rencontre Berthe-Adèle Oudineau (née le 29 juillet 1865), qui devient sa femme le 24 mai de la même année. Le couple s'installe à Paris, dans un appartement rue Lafayette.
L'activité juridique d'Ajam ne le tient pas éloigné de la politique. Il fréquente à cette époque les cercles républicains de sa région d'origine, la Sarthe, et compte profiter de ses contacts politiques locaux pour établir sa clientèle au Mans, où il s'installe avec son épouse en 1887. À cette époque, Ajam est proche de la Libre-pensée, ce mouvement intellectuel qui fonda pratiquement le radicalisme. Parallèlement, toujours dans le but de s'établir dans la capitale sarthoise, il rachète un journal, Le Progrès républicain, et étend son activité journalistique. Il fonde le tri-hebdomadaire Le Petit Manceau pour s'implanter encore un peu plus dans la vie locale.
Ajam se lie avec les radicaux sarthois, tout en gardant un pied dans une tradition conservatrice et nationale, inspirée par Maurice Barrès. Il rentre au Barreau du Mans en 1889, se constituant une clientèle et une petite notoriété locale dans les années suivantes. Ces années sont contrastées sur le plan personnel, avec la naissance de son fils Pierre-Félix, le 19 janvier 1890, mais aussi avec la mort de son père, deux ans plus tard.

### Conseil général de la Sarthe: entrée en politique (1892-1900)[5]

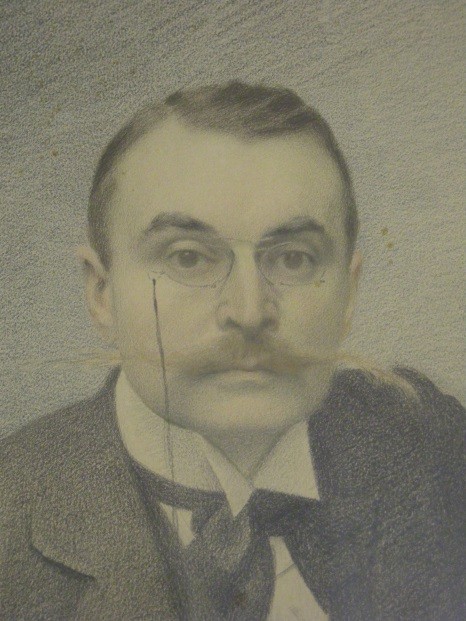
Maurice Ajam en 1899, peint par Charles Morancé (peintre sarthois)

C'est en 1892 que commence réellement sa carrière politique. Profitant de son implantation croissante dans le département, de sa réputation grandissante en tant qu'avocat, il se fait élire, à une très large majorité, conseiller général dans le canton du Grand-Lucé et le restera jusqu'en 1922. Il devient rapidement président de la commission du budget du département. À partir de cette période, Ajam mène une vie finalement assez simple de notable local, ancré dans sa région, cultivant au mieux ses amitiés professionnelles et politiques. C'est aussi durant cette période que naît son deuxième enfant, une fille, Sidonie, le 22 décembre 1894 et qu'à Ajam, grâce à son prestige local grandissant, donne un coup d'accélérateur à sa carrière journalistique. Correspondant pour La Dépêche de Tours, il écrit également ses premiers articles payés pour le journal La Sarthe.
Son expérience d'avocat et ses débuts en politique lui inspirent l'écriture d'un ouvrage sur la prise de parole en public, abordée d'un point de vue psychologique et social, La Parole en public, paru pour la première fois en 1895, dans lequel il étudie et analyse les techniques oratoires de grandes personnalités telles que Briand, Jaurés, Poincaré, Ribot ou Deschanel. La vie politique sarthoise voit en cette fin de XIXe siècle l'éclosion d'un homme qui fit, selon l'intéressé lui-même, tant de mal à sa carrière politique, Joseph Caillaux, futur ministre des Finances et Président du Conseil. Ajam est encore son allié au sein de l'Alliance démocratique (l'un des pendants non-électoraux du Parti radical) dans les années 1898-1900. Les deux hommes se rencontrent en 1897.

### Au sommet de sa carrière politique: député et ministre (1900-1914)[7],[8]
En 1898, le virus de la politique le reprend. La mort du député sortant de Saint-Calais, Godefroy Cavaignac, précipite ses desseins et il est désigné par le comité républicain local comme candidat pour l'élection législative anticipée d'octobre 1905. Il est élu député au premier tour de scrutin le 29 octobre 1905 et confirmé aux élections générales du 6 mai 1906, là encore au premier tour. Il obtient un siège dans plusieurs commissions dont celle, importante, du budget. Il intervient en outre à la tribune sur plusieurs sujets, notamment sur la restriction de l'application de la peine de mort (29 novembre 1907). Ajam collabore parallèlement à bon nombre de journaux dont La France, duquel il devient rédacteur en chef, et L'Opinion.
Il est réélu haut la main en avril 1910, au premier tour de la législative à Saint-Calais. Sa position journalistique à La France est solide. Seule ombre au tableau, la détérioration de ses relations avec l'influent Joseph Caillaux dont la carrière politique prend de l'ampleur à ce moment-là. L'activité parlementaire et éditoriale de Maurice Ajam l'éloigne quelque peu du Barreau qu'il délaisse presque définitivement au début de sa deuxième législature. Très impliqué dans la vie parlementaire, notamment sur les questions économiques et industrielles, il est rapporteur du budget du ministère de la Justice pour les années 1910, 1911 et 1912. Pour la Commission des Mines, il rend un rapport sur le temps de travail dans le mines qui aboutira à la loi de 1913 réduisant effectivement ce temps de travail, après un premier rapport concernant la taxe des mines de Houilles (1912).
Le 9 décembre 1913, Ajam, très apprécié du nouveau chef de gouvernement Gaston Doumergue, se voit offrir le sous-secrétariat d'État à la marine marchande, après avoir été pressenti pour le ministère du commerce. Il se consacre dès lors entièrement à la gestion de son portefeuille en défendant le budget de son département et en répondant à une interpellation sur les accords intervenus entre l'État et la Compagnie transatlantique pour l'exploitation des lignes sud-atlantique (1913). Les élections de mai 1914 entraînant la chute du cabinet Doumergue, sa première participation gouvernementale se termine le 9 juin 1914, à peine six mois après qu'elle eut commencé.

### De tragédies en tragédies: seconde expérience ministérielle et Première Guerre mondiale (1914-1919)[10],[11]

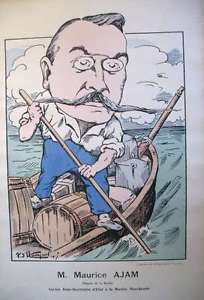
Maurice Ajam caricaturé par André Hampol (Lithographie de 1917)

La réélection d'Ajam en 1914 est d'emblée moins facile que les précédentes. Après d'étroites tractations au sein du panel des ministrables (il fut pressenti pour le secrétariat d'état à la Guerre puis pour celui de l'intérieur), il retrouve, le 13 juin 1914, son poste à la Marine marchande dans le cabinet René Viviani, celui qui, le 4 août 1914, supporta la déclaration de la Première Guerre mondiale. Peu après la déclaration de guerre, Ajam tombe gravement malade et passe tout près de la mort. Il démissionne de son poste le 20 août et ne sera plus jamais ministre. Rentré au Mans, il repart aussitôt avec le Parlement et le gouvernement à Bordeaux. Il entre ensuite au journal La Petite Gironde comme rédacteur.
Le 5 octobre, il apprend la mort de son fils Pierre, tombé sous le feu à Goyencourt dans la Somme. C'est une tragédie dans la vie de Maurice Ajam, des moments difficiles qu'il décrira comme "les heures les plus cruelles de [sa] vie".
Alors que le journal La France, dont il est le rédacteur en chef, connaît de graves difficultés, Ajam fonde avec le jeune et ambitieux Léon Vaudecrane L'Exportateur Français, un journal économique et industriel s'inspirant du modèle des Echos. Son activité parlementaire ne ralentit pas. Fustigeant l'activité (ou plutôt l'inactivité) et l'attitude du gouvernement Painlevé lors des trois premières années de guerre, il salue, en 1917, l'arrivée de Georges Clemenceau et l'intelligence de Poincaré qui "eut le courage de désigner Georges Clemenceau alors que toute une meute hargneuse repoussait ce sauveur". Ajam se laisse emporter par l'élan suscité par le "Tigre" et se range dès lors à ses côtés politiquement. Cette prise de position fragilise toutefois sa situation locale et il ne remporte qu'avec beaucoup de difficulté les élections législatives de 1919.

### Fin de la carrière politique (1919-1927)[11],[14]
Rejeté par la gauche socialiste, rejeté aussi par la droite qui se méfie de son passé radical, anticlérical de tendance conservatrice, Ajam est de plus en plus isolé politiquement. Il est favorable au Bloc national qui entreprend, selon lui, mal nécessaire, une "œuvre de résurrection et de réparation" après l'horreur de 1918. L'arrivée du Cartel des gauches en 1924 lui sera fatale. Catalogué à droite, emporté par la vague socialiste et radicale de gauche, il sent le vent tourner et ne se présente pas à la législative de 1924. Intelligemment toutefois, il assure ses arrières : un siège de sénateur s'étant trouvé vacant dans son département, du fait du décès de Louis Cordelet, en place depuis 1882, Ajam fait acte de candidature et est élu sénateur de la Sarthe, après une rude campagne, le 6 janvier 1924. Inscrit au groupe de l'Union républicaine, il fait preuve, au Sénat, de la même activité qu'à la Chambre, s'intéressant à des problèmes variés : le relèvement du taux de salaire de base pour le calcul des indemnités consécutives à des accidents du travail (1926) ou la taxe sur les paiements (1926). De plus en plus éloigné de la gauche (il reproche au Cartel ses positions démagogiques et sa politique internationale, favorable à la Russie), Ajam est logiquement battu au renouvellement sénatorial du 9 janvier 1927 et se retire, avec regrets, de la vie politique.
Ajam garde toutefois un œil sur la politique locale. Il continue une carrière prolifique de journaliste aux Echos, La Dépêche de Toulouse et La Vie Industrielle notamment. Il conserve du même coup des liens avec la politique dont il ne s'éloigne jamais complètement et dont il reste un commentateur avisé et acharné jusqu'à sa mort.

### Ajam et la Seconde Guerre mondiale - Décès (1939-1944)

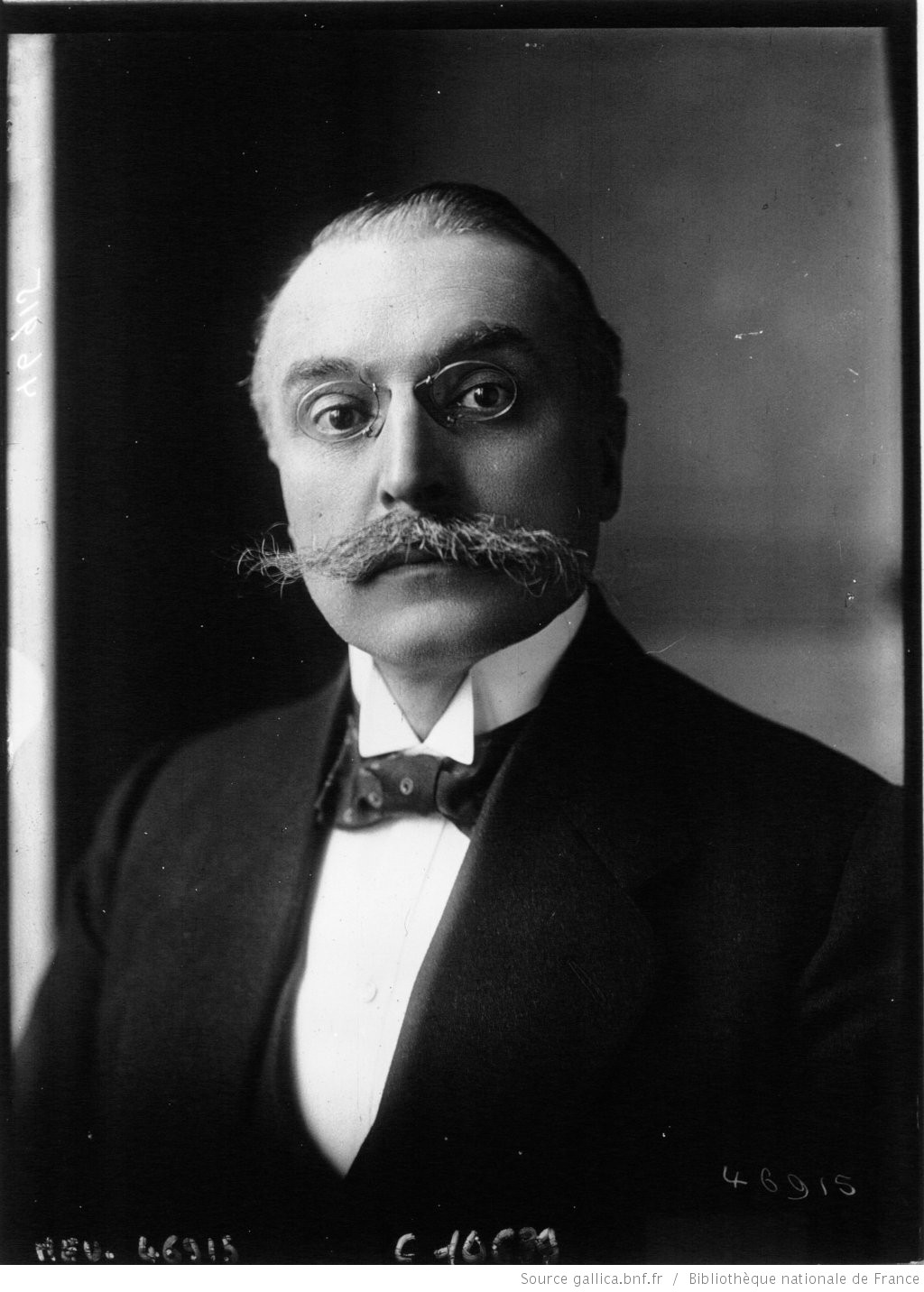
Maurice Ajam (photographe inconnu) dans les années 1930

Ajam s'intéresse de près à l'Allemagne et à la politique franco-germanique. En 1939, au début de la Seconde Guerre mondiale, il désapprouve clairement Hitler et sa politique dans les articles qu'il écrit pour le journal La Dépêche. Dans les premières semaines de guerre, il choisit de mettre sa famille à l'abri au Mans, lui-même restant à Paris. Il subit les privations et connaît les difficultés inhérentes aux premières heures de l'Occupation allemande. Il continue d'écrire pour des journaux : La Dépêche de Toulouse, les Dernières nouvelles de Paris et La Vie Industrielle, tous collaborationnistes à l'époque, et quelques journaux sarthois. Éloigné des mandats, Ajam reste toutefois vice-président de l'Alliance démocratique qui, dans sa grande majorité, votera les pleins pouvoirs au Maréchal Pétain en juillet 1940, séduite par le renforcement du pouvoir de l'État sur ceux du Parlement et d'une modification constitutionnelle dans un sens plus autoritaire. Ajam semble voir en Pétain une sorte de garde-fou, un moindre mal face aux menaces extérieures, comme un grand nombre d'hommes politiques de cette époque. Il prône une "nécessaire" entente avec les Allemands qui ont, dit-il, le mérite d'imposer l'ordre. Mieux vaut selon lui le pragmatisme allemand que le désordre révolutionnaire d'inspiration bolchevique. Les privations des premières années de guerre semblent être considérées comme un mal nécessaire, inhérent à l'effort de guerre.
Ajam entreprit, dès la fin de sa carrière politique, la rédaction de ses mémoires et complétera cette vaste entreprise par des notes quotidiennes écrites avec assiduité jusqu'en 1942. Malade, il décède ensuite dans sa ville du Mans le 26 février 1944, à l'âge de 83 ans.
Le petit-fils de Maurice Ajam, enfant issu du mariage de sa fille Sidonie avec Georges Bouvier, Maurice Bouvier-Ajam (1914-1984), devint professeur d’économie et historien du travail. Partisan du corporatisme, disciple de Georges Blondel, Il fondera notamment l’institut d’études corporatives et sociales qu’il dirigera. Il eut un parcours des plus incroyables, passant, politiquement, du catholicisme nationaliste de l’Action Française et d’une adhésion pleine et entière au gouvernement de Vichy (favorable au développement du corporatisme, auquel il participera), au parti communiste après la libération… Mais Maurice Bouvier-Ajam se fera surtout connaître par l’écriture de biographies de quelques grands personnages de l’histoire ancienne et prémédiévale, Attila et Clovis. Ses ouvrages connurent un grand succès.

## Carrière politique
Conseiller général (Canton du Grand-Lucé) : 1892 - 1922;
Député de la Sarthe (Arrondissement de Saint-Calais): 1905 - 1924;
- 29/10/1905 - 31/05/1906 (Gauche radicale);
- 01/06/1906 - 31/05/1910 (Gauche radicale);
- 1/06/1910 - 31/05/1914 (Gauche démocratique);
- 26/04/1914 - 7/12/1919 (Gauche démocratique);
- 16/11/1919 - 15/01/1924 (Parti républicain et radical socialiste) ;

Sénateur de la Sarthe : 06/01/1924 - 08/01/1927 ;
Sous-secrétaire d'état à la Marine Marchande : 9/12/1913 - 9/6/1914 (cabinet Gaston Doumergue 1) ;
Sous-secrétaire d'état à la Marine Marchande : 13/6/1914 - 20/08/1914 (cabinet René Viviani 1) ;

## Distinctions
- Commandeur de l'ordre du Mérite maritime de droit en tant que ministre de la Marie marchande

## Sources
- « Maurice Ajam », dans le Dictionnaire des parlementaires français (1889-1940), sous la direction de Jean Jolly, PUF, 1960 [détail de l’édition]
- "Maurice Ajam" dans la base de données "La France Savante"
- Mémoires de Maurice Ajam (téléchargeables au format PDF)- site de la Maison d'Auguste Comte